# Бернешть
Бернешть, Бернешті (рум. Bărnești) — село у повіті Бакеу в Румунії. Входить до складу комуни Пиржол.
Село розташоване на відстані 242 км на північ від Бухареста, 27 км на захід від Бакеу, 100 км на південний захід від Ясс, 127 км на північний схід від Брашова.

## Населення
За даними перепису населення 2002 року у селі проживали 280 осіб, усі — румуни. Усі жителі села рідною мовою назвали румунську.